# 帕尔马海滩
帕尔马海滩（加泰罗尼亚语：Platja de Palma；西班牙语：Playa de Palma）是指
1. 西班牙巴利阿里群岛马略卡岛帕尔马市的的五个行政区之一。它与卡尔维亚市的旅游小镇马加鲁夫（Magaluf）一起，是欧洲的主要旅游目的地之一。[1] 2018年人口41,541人。
2. 位于马略卡岛南海岸，长约 4.5 公里的海滩。从西部的 Can Pastilla 延伸到东部的 S'Arenal/Llucmajor。帕尔马海滩在视觉上分为15个部分，每个海滩都有一个酒吧，上面印有各自海滩的编号。

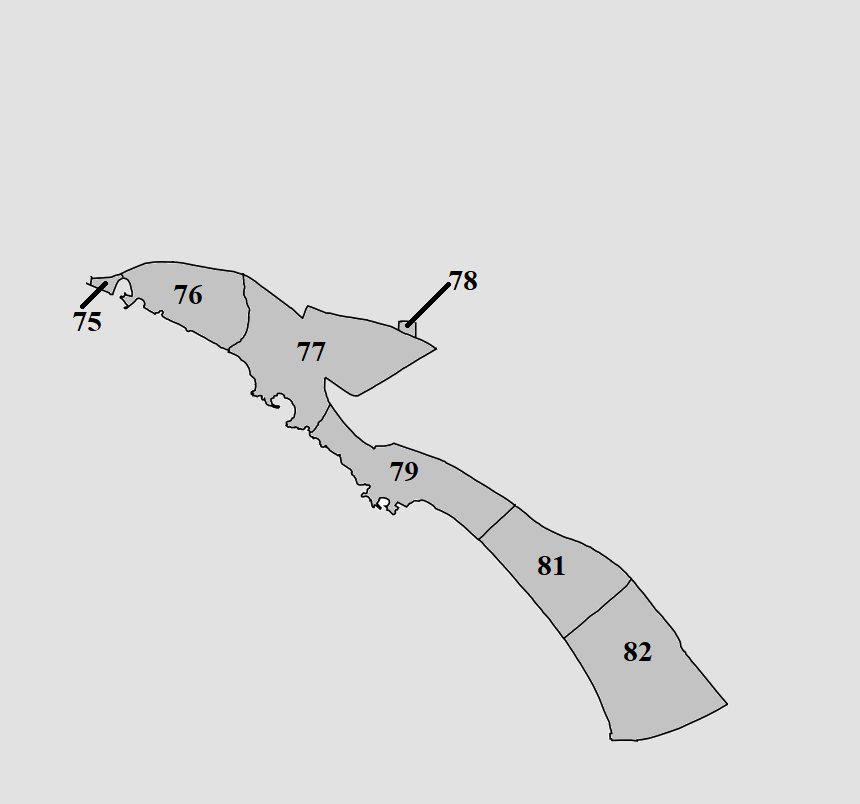

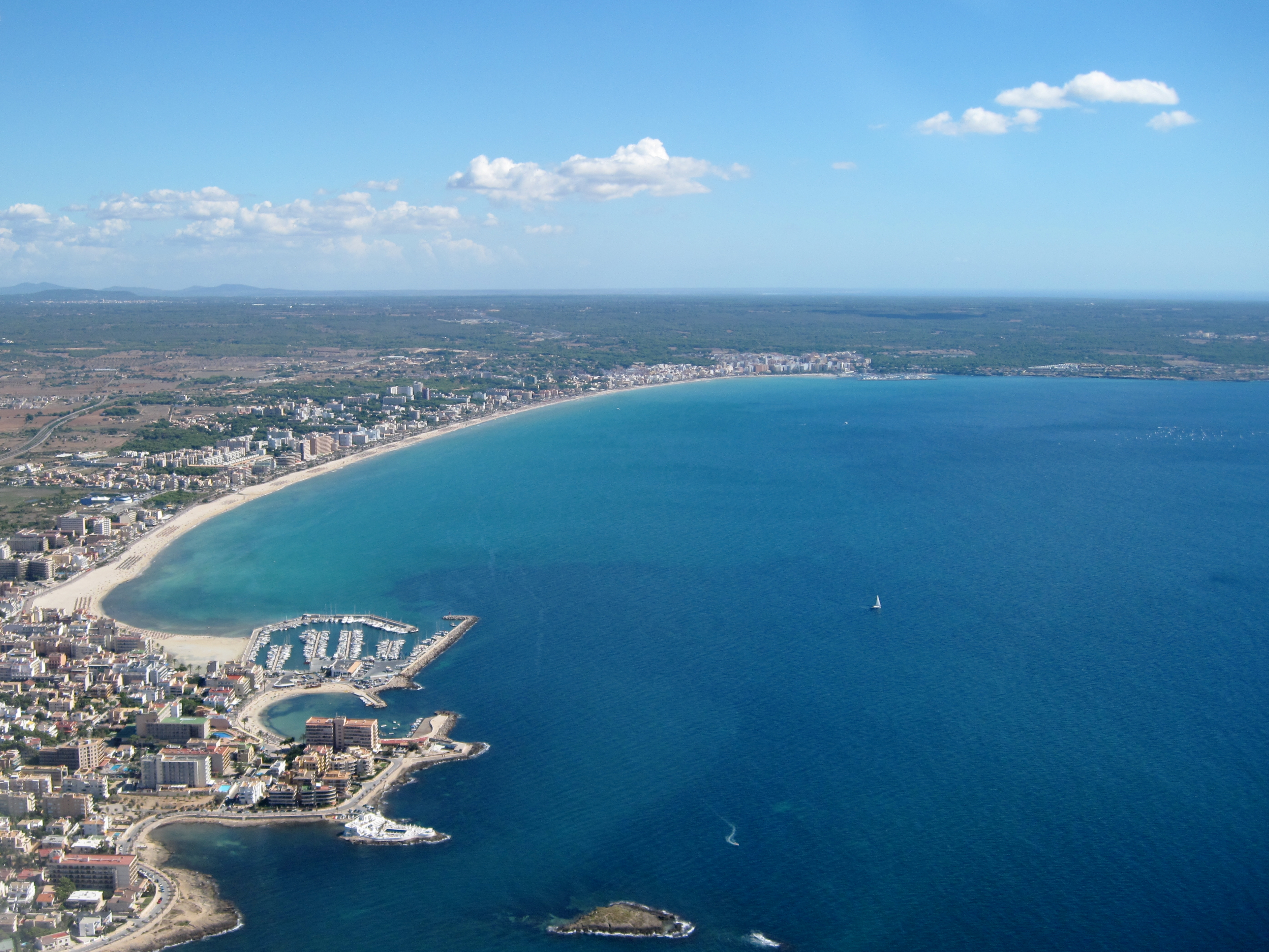

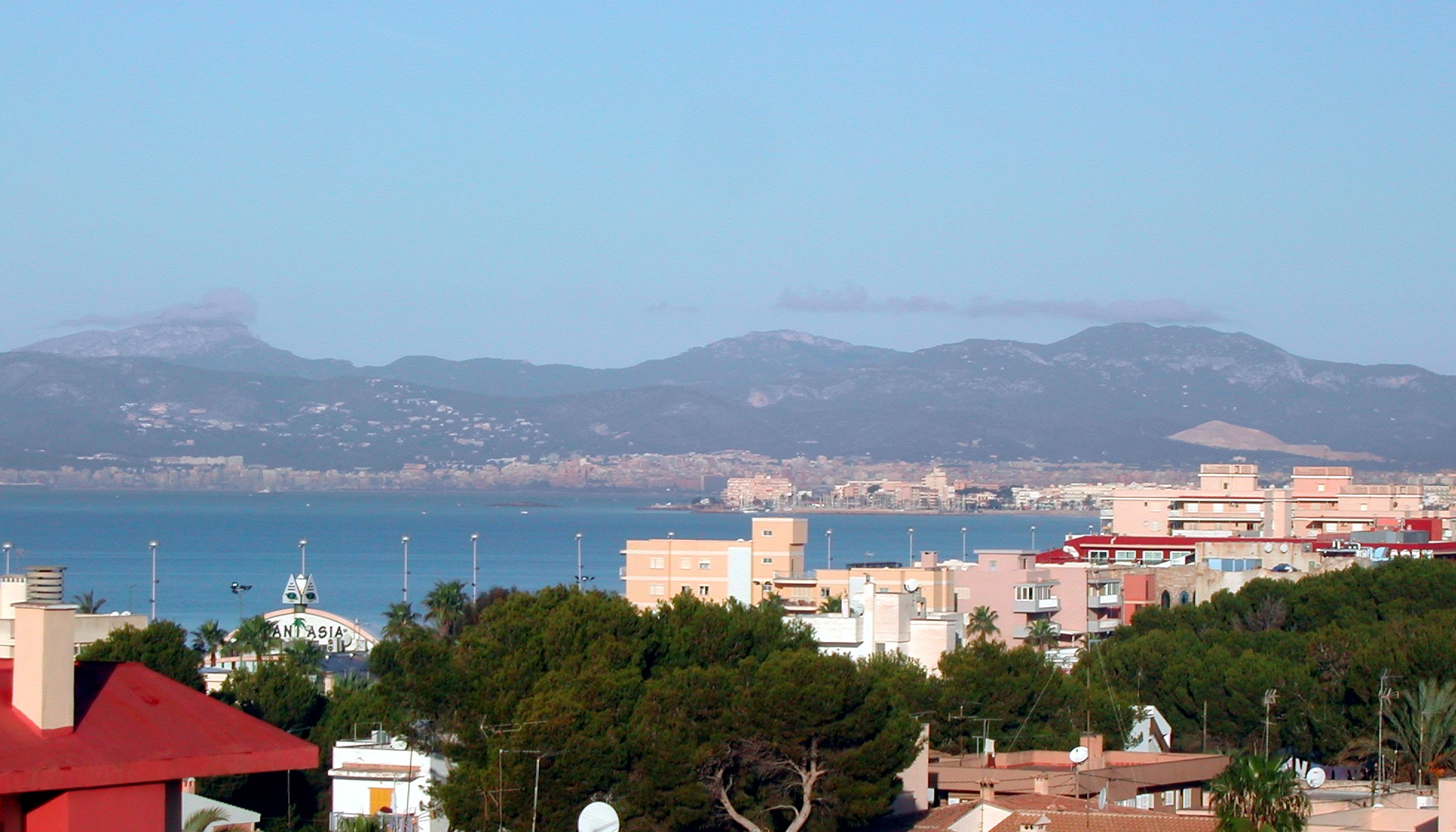
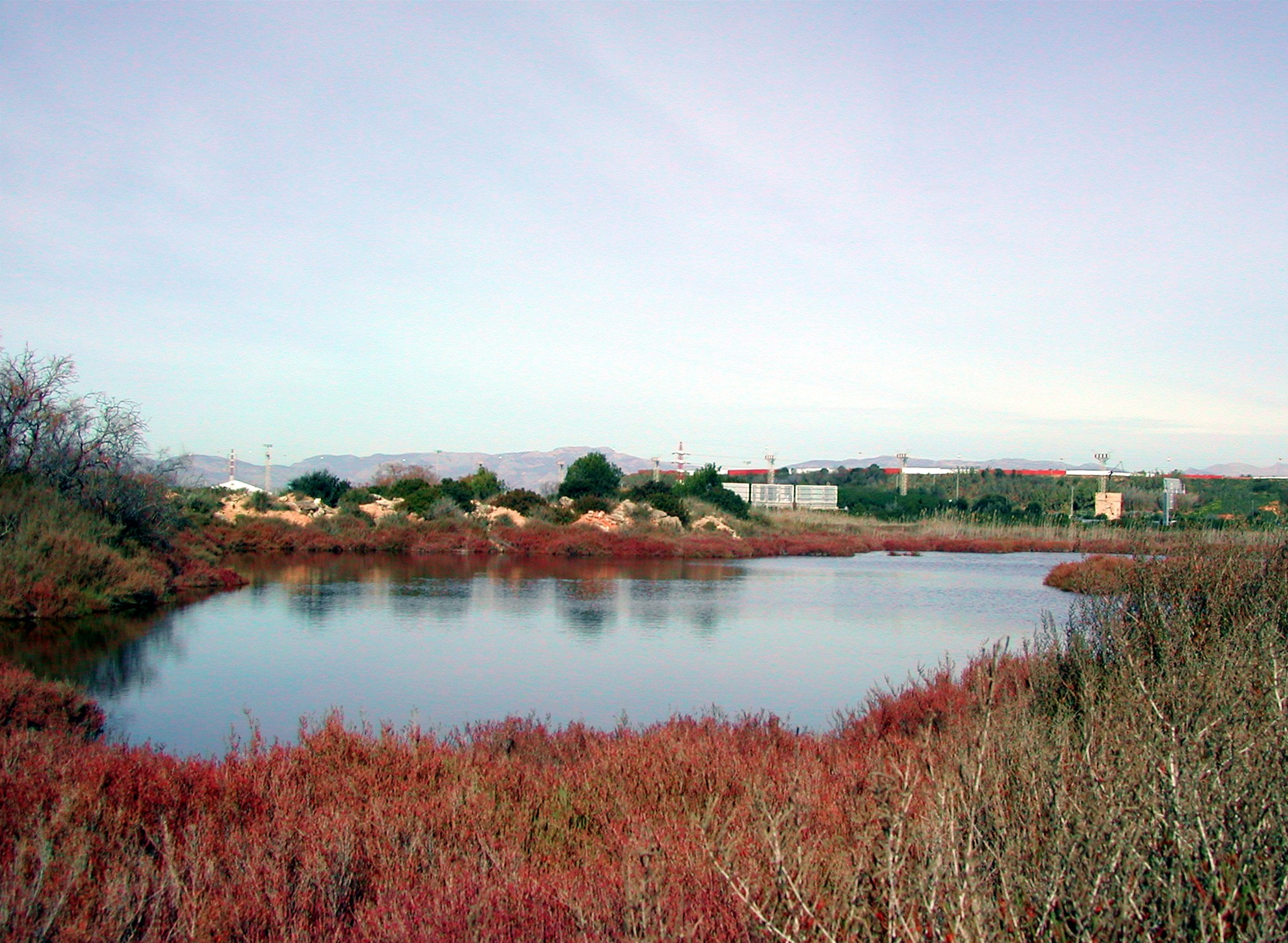
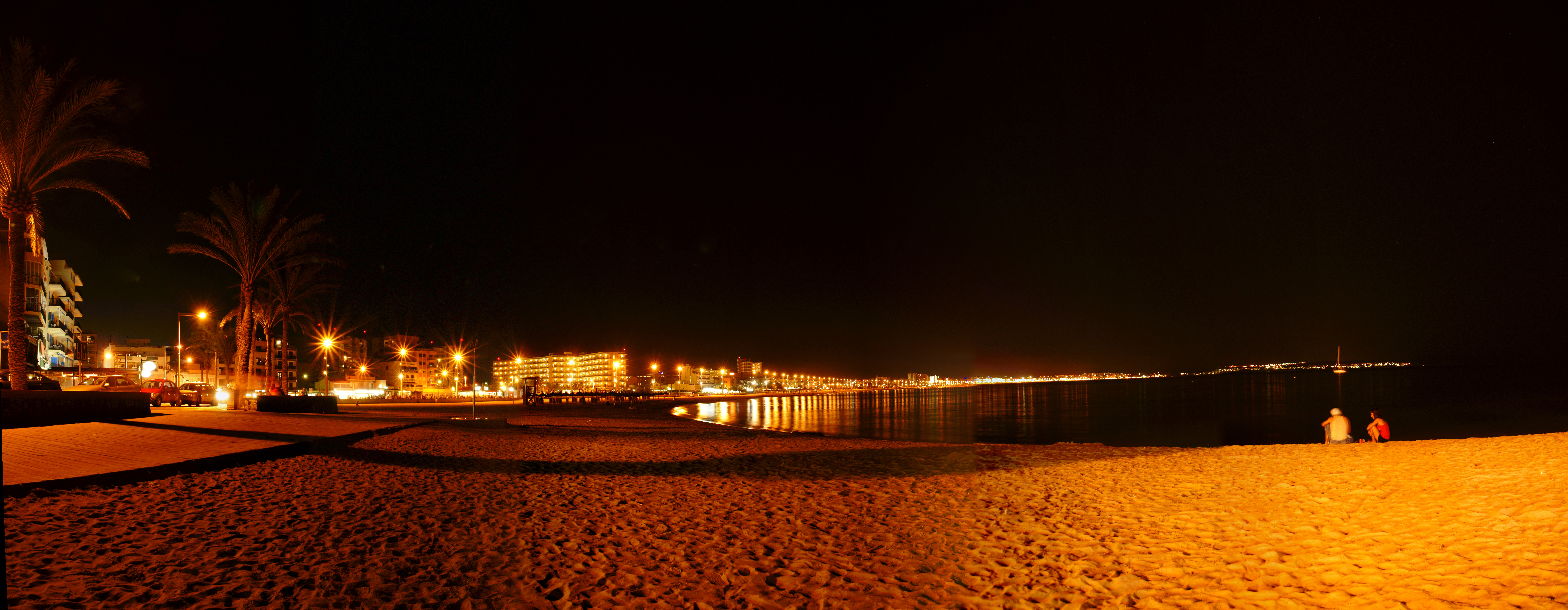
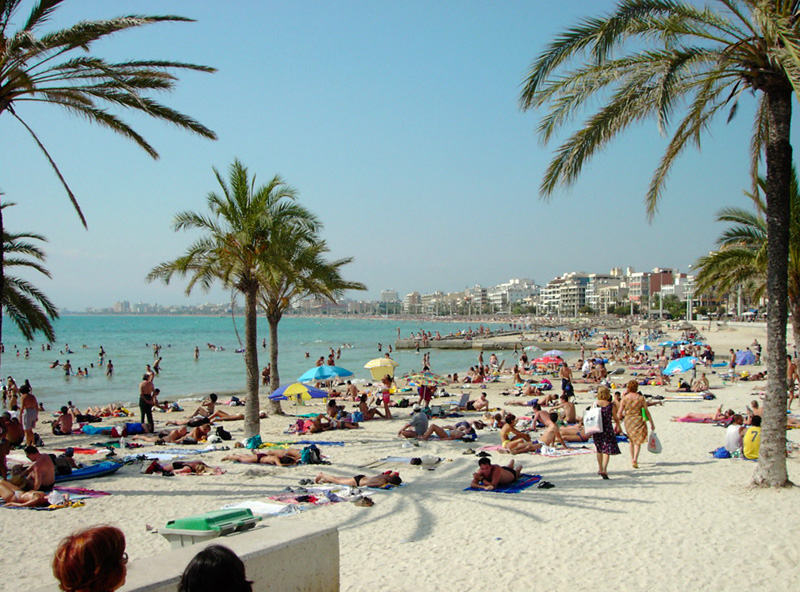
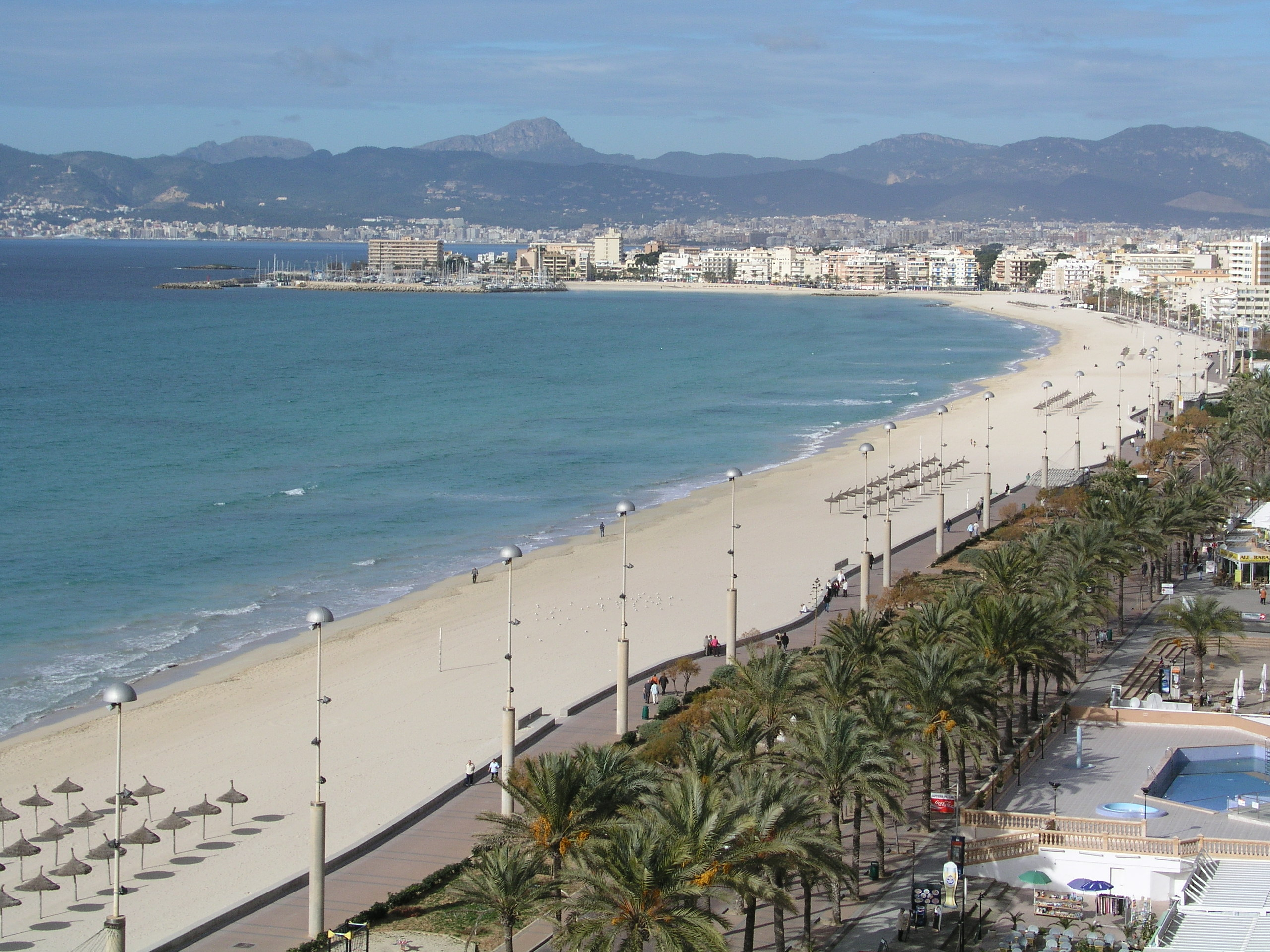
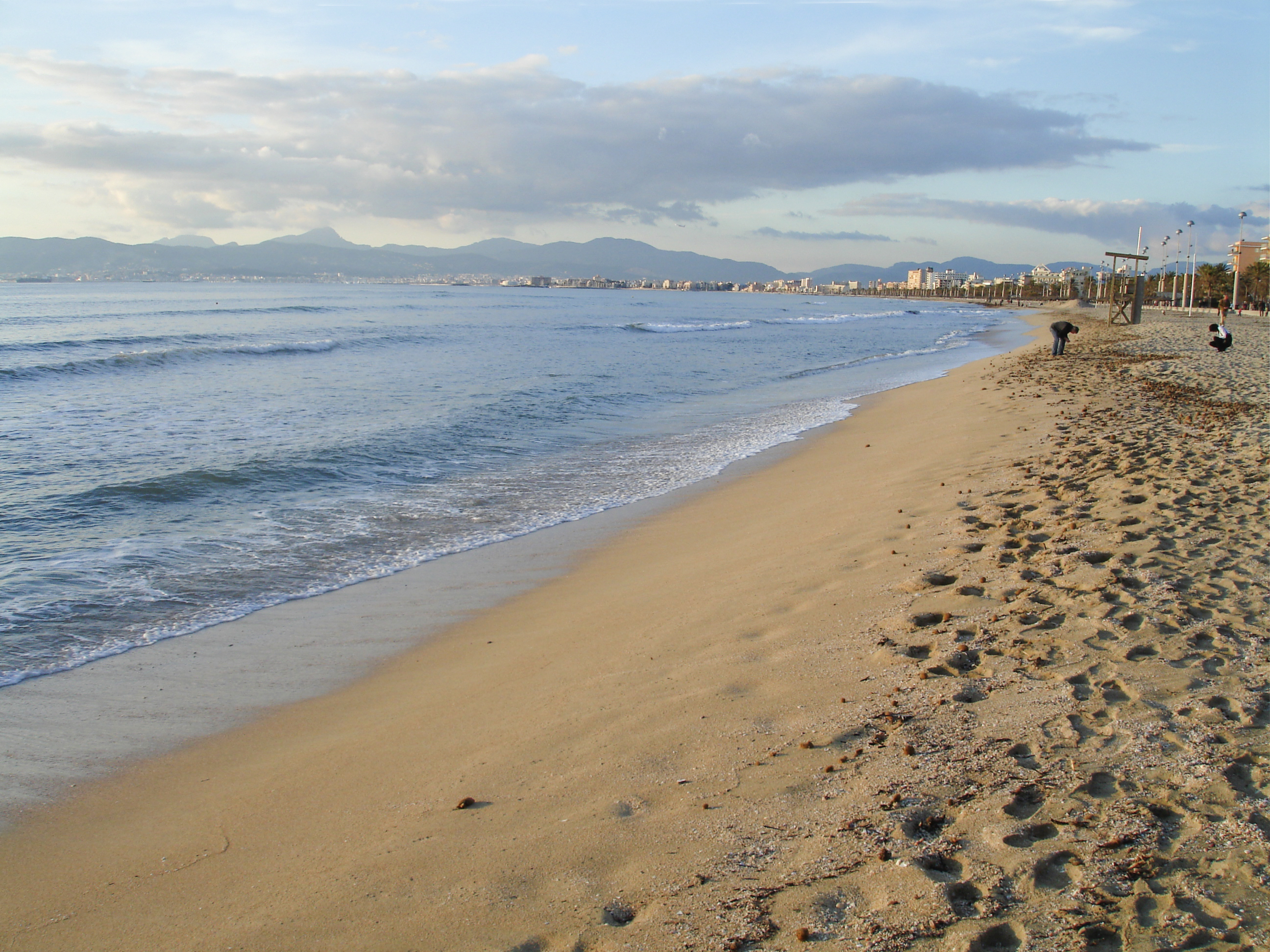
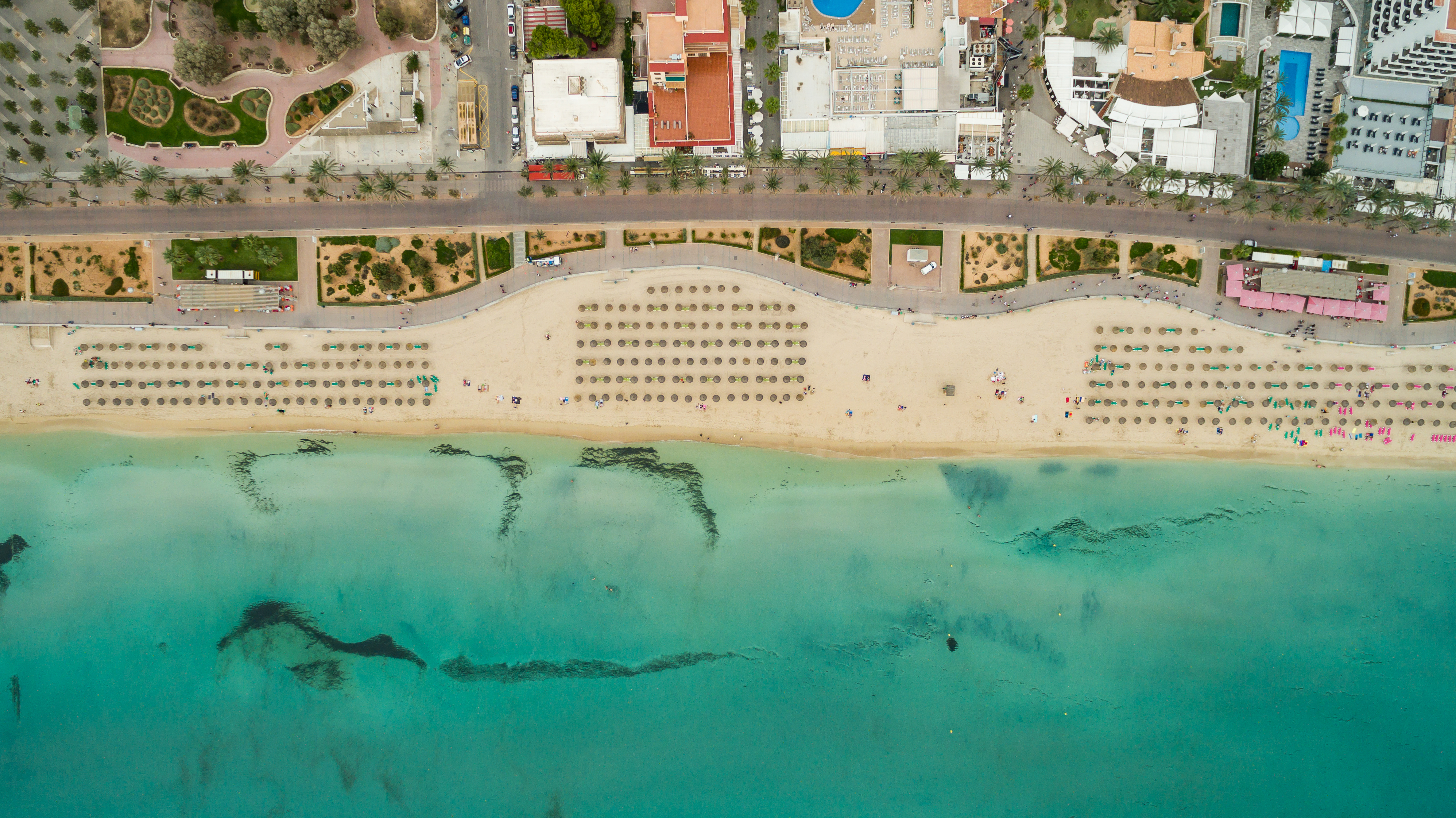
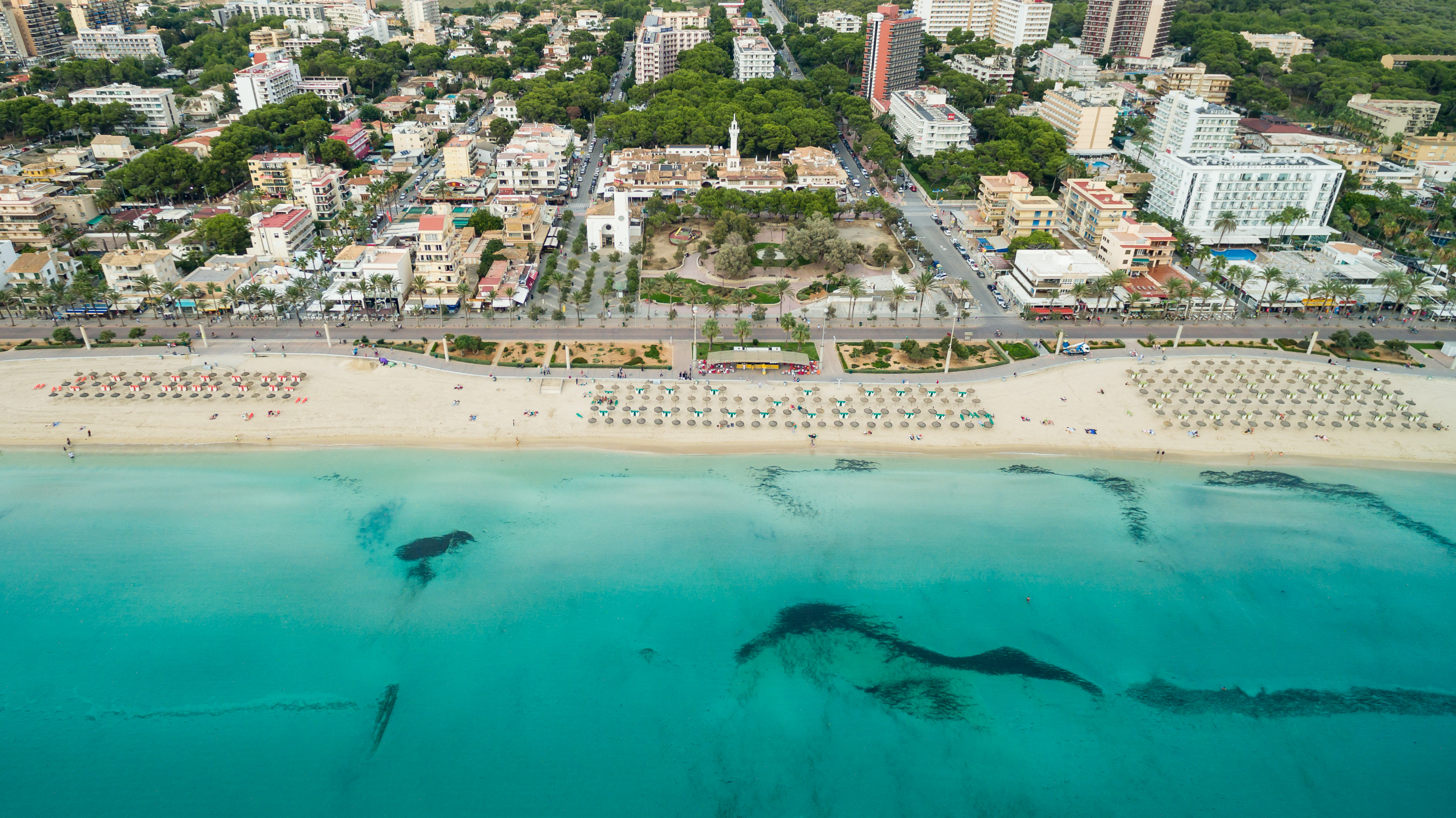
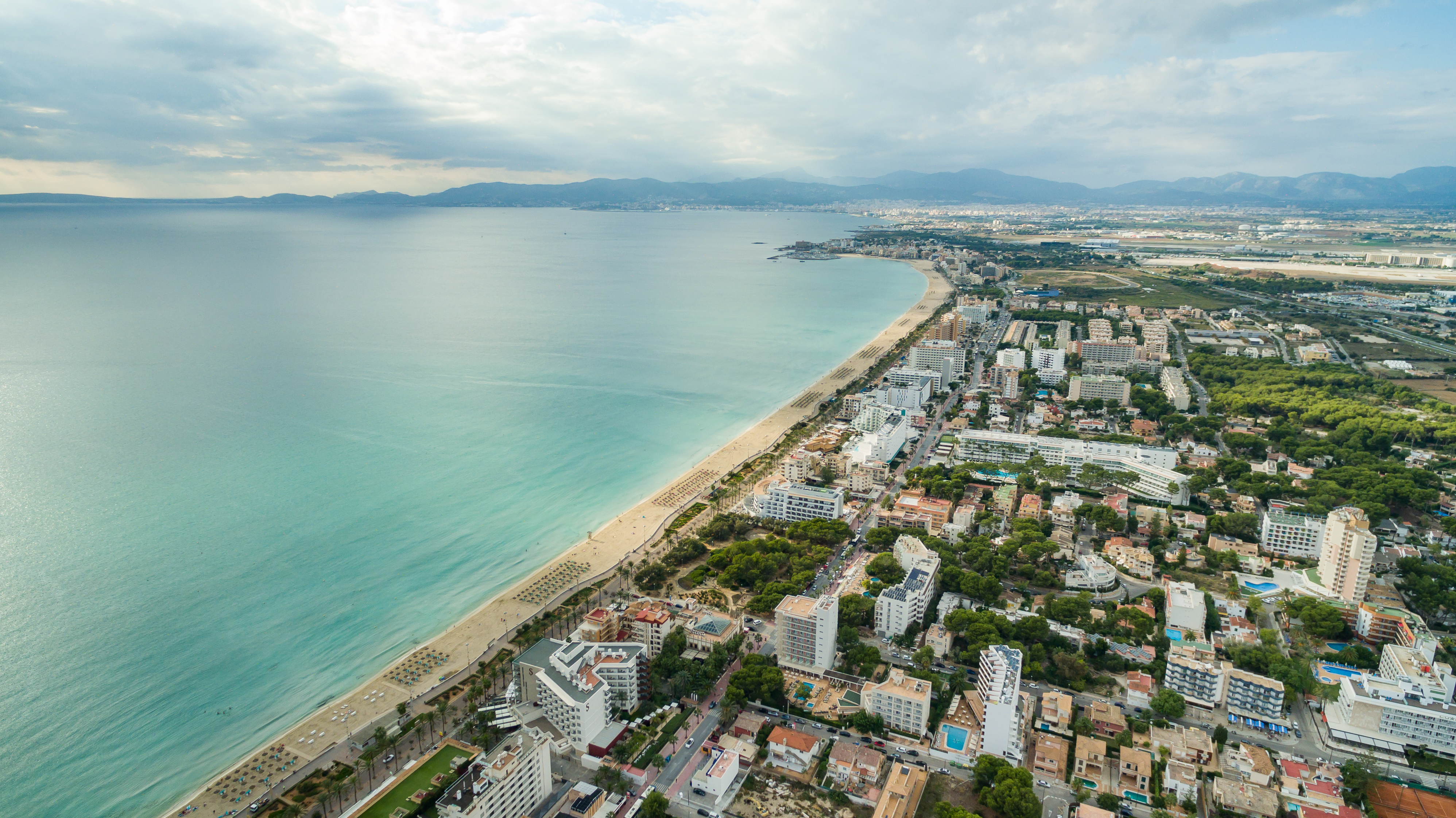